# Katariya
Katariya là một thị trấn thống kê (census town) của quận Ambedaker Nagar thuộc bang Uttar Pradesh, Ấn Độ.

## Nhân khẩu
Theo điều tra dân số năm 2001 của Ấn Độ, Katariya có dân số 3888 người. Phái nam chiếm 54% tổng số dân và phái nữ chiếm 46%. Katariya có tỷ lệ 69% biết đọc biết viết, cao hơn tỷ lệ trung bình toàn quốc là 59,5%: tỷ lệ cho phái nam là 76%, và tỷ lệ cho phái nữ là 60%. Tại Katariya, 13% dân số nhỏ hơn 6 tuổi.